# Four Nations Chess League 2008/09
Die Saison 2008/09 war die 16. Spielzeit der Four Nations Chess League (4NCL).
Die durch den Zusammenschluss zweier Vereine entstandene erste Mannschaft von Wood Green Hilsmark Kingfisher wurde vor dem Titelverteidiger Guildford A&DC Meister, absteigen mussten Bristol, die North West Eagles, Richmond und die Sambuca Sharks.
Zu den gemeldeten Mannschaftskadern siehe Mannschaftskader der Four Nations Chess League 2008/09.

## Termine und Spielorte
Die Wettkämpfe fanden statt am 4. und 5. Oktober, 6. und 7. Dezember 2008, 17. und 18. Januar, 21. und 22. März sowie 2., 3. und 4. Mai 2009. Die ersten beiden sowie die fünfte und sechste Runde wurden in Sunningdale ausgerichtet, die letzten drei in Daventry, die übrigen in Hinckley.

## Modus
Mit der Aufstockung von 12 auf 16 Mannschaften war gleichzeitig eine Änderung des Austragungsmodus verbunden. Die Mannschaften wurden in zwei Vorrunden (Section A und Section B) mit je 8 Mannschaften eingeteilt und abhängig vom Abschneiden in der Vorrunde in eine von zwei Endrunden. Die ersten Vier jeder Vorrunde spielten im Championship Pool um den Titel, die letzten Vier jeder Vorrunde im Demotion Pool gegen den Abstieg. Es mussten vier Mannschaften absteigen. Mannschaften, die bereits in der Vorrunde aufeinandertrafen, spielten in der Endrunde nicht erneut gegeneinander; stattdessen war das Ergebnis des direkten Vergleichs in der Vorrunde auch für die Endrunde gültig.

## Vorrunde

### Gruppeneinteilung
Die 16 Mannschaften wurden wie folgt in die zwei Vorrunden eingeteilt:
| Section A                            | Section B                             |
| ------------------------------------ | ------------------------------------- |
| Guildford A&DC II (2)                | Guildford A&DC I (1)                  |
| Barbican Chess Club I (3)            | Betsson.com (4)                       |
| Wood Green Hilsmark Kingfisher I (6) | The Gambit ADs (5)                    |
| Richmond (8)                         | Wood Green Hilsmark Kingfisher II (7) |
| Cambridge University (9)             | Barbican Chess Club II (10)           |
| Sambuca Sharks (12)                  | North West Eagles (11)                |
| White Rose Chess (A1)                | Bristol (A2)                          |
| South Wales Dragons (A4)             | Pride and Prejudice (A3)              |

Anmerkung: In Klammern ist die Vorjahresplatzierung angegeben, ist dieser ein „A“ vorangestellt, so handelt es sich um die Vorjahresplatzierung eines Aufsteigers in der Division 2. Die Wood Green Hilsmark Kingfisher entstanden durch den Zusammenschluss der Hilsmark Kingfisher (im Vorjahr auf Platz 6) mit Wood Green (im Vorjahr auf Platz 7). Die Sambuca Sharks waren im Vorjahr unter dem Namen Slough Sharks am Start.

### Section A
Die Qualifikation für den Championship Pool war eine klare Angelegenheit; die erste Mannschaft der Wood Green Hilsmark Kingfisher, die zweite Mannschaft von Guildford A&DC, White Rose Chess und die erste Mannschaft des Barbican Chess Club gaben gegen die South Wales Dragons, Cambridge University, Richmond und die Sambuca Sharks zusammen nur einen Mannschaftspunkt ab. Die beste Ausgangsposition für den Championship Pool erspielte sich Wood Green Hilsmark Kingfishers erste Mannschaft, die mit 6:0 Punkten in die Endrunde startete, während die übrigen Qualifikanten 2:4 Punkte in die Endrunde übernahmen.
In den Demotion Pool übernahmen Cambridge und die South Wales Dragons je 5:1 Punkte, Richmond 2:4 Punkte und die Sambuca Sharks 0:6 Punkte.

#### Abschlusstabelle
| Pl. | Verein                                       | Sp | G | U | V | MP   | Brett-P.  |
| --- | -------------------------------------------- | -- | - | - | - | ---- | --------- |
| 01. | Wood Green Hilsmark Kingfisher I. Mannschaft | 7  | 7 | 0 | 0 | 14:0 | 41,5:14,5 |
| 02. | Guildford A&DC II. Mannschaft                | 7  | 5 | 0 | 2 | 10:4 | 35,0:21,0 |
| 03. | White Rose Chess (N)                         | 7  | 5 | 0 | 2 | 10:4 | 30,5:25,5 |
| 04. | Barbican Chess Club I. Mannschaft            | 7  | 4 | 1 | 2 | 9:5  | 37,0:19,0 |
| 05. | South Wales Dragons (N)                      | 7  | 2 | 2 | 3 | 6:8  | 23,5:32,5 |
| 06. | Cambridge University Chess Club              | 7  | 2 | 1 | 4 | 5:9  | 20,0:36,0 |
| 07. | Richmond                                     | 7  | 1 | 0 | 6 | 2:12 | 21,0:35,0 |
| 08. | Sambuca Sharks                               | 7  | 0 | 0 | 7 | 0:14 | 15,5:40,5 |

#### Entscheidungen
|     | Teilnehmer am Championship Pool: Wood Green Hilsmark Kingfisher I. Mannschaft, Guildford A&DC II. Mannschaft, White Rose Chess, Barbican Chess Club I. Mannschaft |
|     | Teilnehmer am Demotion Pool: South Wales Dragons, Cambridge University Chess Club, Richmond, Sambuca Sharks                                                       |
| (N) | Aufsteiger der letzten Saison |

#### Kreuztabelle
| Ergebnisse | Ergebnisse                                   | 01. | 02. | 03. | 04. | 05. | 06. | 07. | 08. |
| ---------- | -------------------------------------------- | --- | --- | --- | --- | --- | --- | --- | --- |
| 01.        | Wood Green Hilsmark Kingfisher I. Mannschaft |     | 4½  | 7   | 4½  | 8   | 6½  | 4½  | 6½  |
| 02.        | Guildford A&DC II. Mannschaft                | 3½  |     | 2½  | 5   | 5½  | 7½  | 4½  | 6½  |
| 03.        | White Rose Chess                             | 1   | 5½  |     | 2   | 4½  | 6½  | 6   | 5   |
| 04.        | Barbican Chess Club I. Mannschaft            | 3½  | 3   | 6   |     | 4   | 5½  | 7½  | 7½  |
| 05.        | South Wales Dragons                          | 0   | 2½  | 3½  | 4   |     | 4   | 4½  | 5   |
| 06.        | Cambridge University Chess Club              | 1½  | ½   | 1½  | 2½  | 4   |     | 5   | 5   |
| 07.        | Richmond                                     | 3½  | 3½  | 2   | ½   | 3½  | 3   |     | 5   |
| 08.        | Sambuca Sharks                               | 1½  | 1½  | 3   | ½   | 3   | 3   | 3   |     |

### Section B
In der zweiten Vorrunde war die erste Mannschaft von Guildford A&DC eine Klasse für sich; sie gewann alle Wettkämpfe und gab in den sieben Wettkämpfen nur 8,5 Brettpunkte ab. Die Qualifikation für den Championship Pool erreichten außerdem die zweite Mannschaft der Wood Green Hilsmark Kingfisher, The Gambit ADs und Pride and Prejudice, während Betsson.com, die zweite Mannschaft des Barbican Chess Club, Bristol und die North West Eagles im Demotion Pool gegen den Abstieg spielen musste. Die beste Ausgangsposition für den Championship Pool erspielte sich Guildfords erste Mannschaft, die mit 6:0 Punkten in die Endrunde startete, während The Gambit ADs 3:3 Punkte in die Endrunde übernahm, Wood Green Hilsmark Kingfisher zweite Mannschaft 2:4 Punkte und Pride and Prejudice 1:5 Punkte.
In den Demotion Pool übernahm Betsson.com 5:1 Punkte, Barbicans zweite Mannschaft 3:3 Punkte, Bristol und die North West Eagles je 2:4 Punkte.

#### Abschlusstabelle
| Pl. | Verein                                        | Sp | G | U | V | MP   | Brett-P.  |
| --- | --------------------------------------------- | -- | - | - | - | ---- | --------- |
| 01. | Guildford A&DC I. Mannschaft (M)              | 7  | 7 | 0 | 0 | 14:0 | 47,5:8,5  |
| 02. | Wood Green Hilsmark Kingfisher II. Mannschaft | 7  | 4 | 2 | 1 | 10:4 | 28,0:28,0 |
| 03. | The Gambit ADs                                | 7  | 3 | 2 | 2 | 8:6  | 28,5:27,5 |
| 04. | Pride and Prejudice (N)                       | 7  | 3 | 1 | 3 | 7:7  | 29,5:26,5 |
| 05. | Betsson.com                                   | 7  | 2 | 1 | 4 | 5:9  | 25,5:30,5 |
| 06. | Barbican Chess Club II. Mannschaft            | 7  | 2 | 1 | 4 | 5:9  | 25,0:31,0 |
| 07. | Bristol (N)                                   | 7  | 2 | 0 | 5 | 4:10 | 21,0:35,0 |
| 08. | North West Eagles                             | 7  | 1 | 1 | 5 | 3:11 | 19,0:37,0 |

#### Entscheidungen
|     | Teilnehmer am Championship Pool: Guildford A&DC I. Mannschaft, Wood Green Hilsmark Kingfisher II. Mannschaft, The Gambit ADs, Pride and Prejudice |
|     | Teilnehmer am Demotion Pool: Betsson.com, Barbican Chess Club II. Mannschaft, Bristol, North West Eagles                                          |
| (M) | Meister der letzten Saison |
| (N) | Aufsteiger der letzten Saison |

#### Kreuztabelle
| Ergebnisse | Ergebnisse                                    | 01. | 02. | 03. | 04. | 05. | 06. | 07. | 08. |
| ---------- | --------------------------------------------- | --- | --- | --- | --- | --- | --- | --- | --- |
| 01.        | Guildford A&DC I. Mannschaft                  |     | 8   | 6   | 5½  | 7   | 7   | 6½  | 7½  |
| 02.        | Wood Green Hilsmark Kingfisher II. Mannschaft | 0   |     | 4   | 4   | 4½  | 4½  | 5½  | 5½  |
| 03.        | The Gambit ADs                                | 2   | 4   |     | 4½  | 5½  | 3   | 5½  | 4   |
| 04.        | Pride and Prejudice                           | 2½  | 4   | 3½  |     | 5   | 6   | 3½  | 5   |
| 05.        | Betsson.com                                   | 1   | 3½  | 2½  | 3   |     | 4   | 5½  | 6   |
| 06.        | Barbican Chess Club II. Mannschaft            | 1   | 3½  | 5   | 2   | 4   |     | 3½  | 6   |
| 07.        | Bristol                                       | 1½  | 2½  | 2½  | 4½  | 2½  | 4½  |     | 3   |
| 08.        | North West Eagles                             | ½   | 2½  | 4   | 3   | 2   | 2   | 5   |     |

## Endrunde

### Championship Pool
Die ersten Mannschaften der Wood Green Hilsmark Kingfisher und von Guildford A&DC starteten als einzige Mannschaften mit 6:0 Punkten in die Endrunde, und es war damit zu rechnen, dass erst der direkte Vergleich in der letzten Runde die Entscheidung bringen würde. Guildford hatte mehr Brettpunkte gesammelt und damit die bessere Ausgangsposition, vergab diese jedoch durch eine Niederlage gegen die eigene zweite Mannschaft. Mit zwei Siegen wahrte Guildford die Chance auf eine erfolgreiche Titelverteidigung, kam jedoch gegen Wood Green Hilsmark Kingfisher nicht über ein 4:4 hinaus und musste diesen damit den Titel überlassen.

#### Abschlusstabelle
| Pl. | Verein                                        | Sp | G | U | V | MP   | Brett-P.  |
| --- | --------------------------------------------- | -- | - | - | - | ---- | --------- |
| 01. | Wood Green Hilsmark Kingfisher I. Mannschaft  | 7  | 6 | 1 | 0 | 13:1 | 37,5:18,5 |
| 02. | Guildford A&DC I. Mannschaft (M)              | 7  | 5 | 1 | 1 | 11:3 | 39,5:16,5 |
| 03. | Guildford A&DC II. Mannschaft                 | 7  | 4 | 1 | 2 | 9:5  | 29,5:26,5 |
| 04. | White Rose Chess (N)                          | 7  | 3 | 1 | 3 | 7:7  | 24,5:31,5 |
| 05. | Barbican Chess Club I. Mannschaft             | 7  | 2 | 1 | 4 | 5:9  | 26,0:30,0 |
| 06. | Pride and Prejudice (N)                       | 7  | 1 | 2 | 4 | 4:10 | 24,5:31,5 |
| 07. | Wood Green Hilsmark Kingfisher II. Mannschaft | 7  | 0 | 4 | 3 | 4:10 | 20,0:36,0 |
| 08. | The Gambit ADs                                | 7  | 1 | 1 | 5 | 3:11 | 22,5:33,5 |

#### Entscheidungen
|     | Britischer Meister: Wood Green Hilsmark Kingfisher I. Mannschaft |
| (M) | Meister der letzten Saison                                       |
| (N) | Aufsteiger der letzten Saison                                    |

#### Kreuztabelle
| Ergebnisse | Ergebnisse                                    | 01.  | 02.  | 03.  | 04.  | 05.  | 06.  | 07. | 08.  |
| ---------- | --------------------------------------------- | ---- | ---- | ---- | ---- | ---- | ---- | --- | ---- |
| 01.        | Wood Green Hilsmark Kingfisher I. Mannschaft  |      | 4    | (4½) | (7)  | (4½) | 5    | 7   | 5½   |
| 02.        | Guildford A&DC I. Mannschaft                  | 4    |      | 3    | 6    | 7    | (5½) | (8) | (6)  |
| 03.        | Guildford A&DC II. Mannschaft                 | (3½) | 5    |      | (2½) | (5)  | 5    | 4   | 4½   |
| 04.        | White Rose Chess                              | (1)  | 2    | (5½) |      | (2)  | 4    | 5   | 5    |
| 05.        | Barbican Chess Club I. Mannschaft             | (3½) | 1    | (3)  | (6)  |      | 3½   | 4   | 5    |
| 06.        | Pride and Prejudice                           | 3    | (2½) | 3    | 4    | 4½   |      | (4) | (3½) |
| 07.        | Wood Green Hilsmark Kingfisher II. Mannschaft | 1    | (0)  | 4    | 3    | 4    | (4)  |     | (4)  |
| 08.        | The Gambit ADs                                | 2½   | (2)  | 3½   | 3    | 3    | (4½) | (4) |      |

Anmerkung: Eingeklammerte Ergebnisse sind aus der Vorrunde übernommen.

### Demotion Pool
Im Demotion Pool mussten zwei Vereine aufgrund kampfloser Niederlagen einen Abzug von drei Mannschaftspunkten hinnehmen. Während Richmond unabhängig von dem Punktabzug abgestiegen war (und diese Strafe nur den kuriosen Effekt hatte, dass mit Richmond und den Sambuca Sharks zwei Mannschaften den Demotion Pool ohne Mannschaftspunkt abschlossen), wurden den North West Eagles die Minuspunkte zum Verhängnis. Ohne diese hätten sie nicht nur den Mitabsteiger Bristol hinter sich gelassen, sondern außerdem die South Wales Dragons auf einen Abstiegsplatz verwiesen.

#### Abschlusstabelle
| Pl. | Verein                             | Sp | G | U | V | MP   | Brett-P.  |
| --- | ---------------------------------- | -- | - | - | - | ---- | --------- |
| 09. | Betsson.com                        | 7  | 5 | 2 | 0 | 12:2 | 35,5:20,5 |
| 10. | Cambridge University Chess Club    | 7  | 5 | 2 | 0 | 12:2 | 35,0:21,0 |
| 11. | Barbican Chess Club II. Mannschaft | 7  | 4 | 1 | 2 | 9:5  | 34,5:21,5 |
| 12. | South Wales Dragons (N)            | 7  | 3 | 1 | 3 | 7:7  | 25,0:31,0 |
| 13. | Bristol (N)                        | 7  | 3 | 0 | 4 | 6:8  | 25,0:31,0 |
| 14. | North West Eagles                  | 7  | 3 | 1 | 3 | 4:10 | 27,0:29,0 |
| 15. | Richmond                           | 7  | 1 | 1 | 5 | 0:14 | 23,5:32,5 |
| 16. | Sambuca Sharks                     | 7  | 0 | 0 | 7 | 0:14 | 18,5:37,5 |

#### Entscheidungen
|     | Absteiger in die Division 2: Bristol, North West Eagles, Richmond, Sambuca Sharks |
| (N) | Aufsteiger der letzten Saison                                                     |

#### Kreuztabelle
| Ergebnisse | Ergebnisse                         | 09.  | 10. | 11.  | 12.  | 13.  | 14. | 15.  | 16. |
| ---------- | ---------------------------------- | ---- | --- | ---- | ---- | ---- | --- | ---- | --- |
| 09.        | Betsson.com                        |      | 4   | (4)  | 4½   | (5½) | (6) | 6    | 5½  |
| 10.        | Cambridge University Chess Club    | 4    |     | 4½   | (4)  | 6    | 6½  | (5)  | (5) |
| 11.        | Barbican Chess Club II. Mannschaft | (4)  | 3½  |      | 5    | (3½) | (6) | 5½   | 7   |
| 12.        | South Wales Dragons                | 3½   | (4) | 3    |      | 4½   | ½   | (4½) | (5) |
| 13.        | Bristol                            | (2½) | 2   | (4½) | 3½   |      | (3) | 4½   | 5   |
| 14.        | North West Eagles                  | (2)  | 1½  | (2)  | 7½   | (5)  |     | 4    | 5   |
| 15.        | Richmond                           | 2    | (3) | 2½   | (3½) | 3½   | 4   |      | (5) |
| 16.        | Sambuca Sharks                     | 2½   | (3) | 1    | (3)  | 3    | 3   | (3)  |     |

Anmerkung: Eingeklammerte Ergebnisse sind aus der Vorrunde übernommen.

## Die Meistermannschaft
| 1.            | Wood Green Hilsmark Kingfisher |
| Schachfiguren | Stephen Gordon, Lawrence Trent, Andrew Greet, Ketewan Arachamia-Grant, Craig Hanley, Andrew David Martin, Bernd Rechel, Neil McDonald, Dávid Bérczes, Krisztián Szabó, Bogdan Lalić, Csaba Bérczes, Bjørn Tiller, Ismael Karim, Jovanka Houska, Malcolm Pein, Matthew Broomfield, Graham Lee, Tom Farrand, Alexander Baburin, Pia Cramling. |